# Rue Natalis
La rue Natalis est une rue de la ville belge de Liège faisant partie des quartiers administratifs du Longdoz et des Vennes.

## Odonymie
Cette rue rend hommage depuis 1863 à Michel Natalis (1610-1668), graveur liégeois auprès de plusieurs cours européennes.

## Localisation
Cette artère plate d'une longueur d'environ 560 m se trouve sur la rive droite de la Dérivation et relie les quartiers voisins du Longdoz et des Vennes. La rue est traversée par le boulevard Raymond Poincaré qui passe en tunnel sous la rue. La rue était autrefois traversée par le passage à niveau reliant la gare de Liège-Longdoz au reste du réseau ferroviaire.

## Activités
La rue est surtout connue des Liégeois pour abriter l'hôtel de police de Liège, les bureaux de l'office national de l'emploi (ONEm) et ceux de la mutualité Omnimut.

## Rues adjacentes
- Rue Lairesse
- Rue Grétry
- Rue Dothée
- Rue du Nord-Belge
- Boulevard Raymond Poincaré
- Rue Oscar Englebert
- Rue des Vennes
- Rue de Fétinne